# Saif Ahmad
Saifuddin "Saif" Ahmad is een Bengaals-Amerikaans pokerspeler. Hij won de World Series of Poker-bracelet van 2007 in de categorie $2.000 Limit Hold'em.
Ahmad is een master in de chemische technologie en behaalde deze titel aan het Caltech. Terwijl hij successen behaalde in het poker studeerde zijn zoon af aan de Harvard-universiteit en kreeg die een baan bij Goldman Sachs. Zijn dochter studeerde af aan de Universiteit van Californië - Berkeley.
Tevens is Ahmad de eigenaar van verscheidene Tony Roma's restaurants in Los Angeles.